# Diphucephala humeralis
Diphucephala humeralis är en skalbaggsart som beskrevs av Macleay 1886. Diphucephala humeralis ingår i släktet Diphucephala och familjen Melolonthidae. Inga underarter finns listade i Catalogue of Life.